# Hormographiella verticillata
Hormographiella verticillata är en svampart som beskrevs av Guarro, Gené & E. Guého 1992. Hormographiella verticillata ingår i släktet Hormographiella och familjen Psathyrellaceae.   Inga underarter finns listade i Catalogue of Life.